# Смургис, Евгений Павлович
Евге́ний Па́влович Сму́ргис (19 августа 1938, Оренбург — 15 ноября 1993, Бискайский залив) — советский путешественник, океанский гребец. В период с 1967 по 1993 год прошёл 48 тысяч километров за 710 ходовых дней на трёх гребных лодках. Является первым человеком, в одиночку прошедшим Северный морской путь на вёслах.

## Биография
Е. П. Смургис родился в 1938 году в Оренбурге. В 1950 году вместе с семьёй переехал в Липецк. Его отец — Павел Фёдорович Смургис — лётчик-испытатель, полковник авиации, участник Великой Отечественной войны.
До 1967 года Евгений Смургис работал учителем физкультуры в посёлке Тулпан, в Пермской области. Именно там ему пришла идея первого дальнего лодочного похода в Липецк. К лету 1967 года была построена лодка «МАХ-4», и вместе с Валерием Лютиковым он осуществил мечту.
12 августа 1967 года, пройдя по Каме, Волге, Дону и Воронежу 4500 километров, лодка причалила к берегу центрального пляжа Липецка. Это было первое из многочисленных плаваний Смургиса по рекам СССР.
В следующие два года он со своим напарником совершает путешествия из Липецка в Ригу и из Риги в Волгоград. Далее — годовой перерыв, связанный со сменой рода деятельности и места жительства, и два новых похода: Волгоград — Гурьев и Гурьев — Оренбург. Теперь уже в компании с Виктором Поповым.
В 1978 году Евгений Смургис совершает переход на вёсельной лодке по маршруту Волгоград — устье реки Урал. В дальнейшем его спутниками на разных этапах были земляки из Липецка: Виктор Попов, Вячеслав Лыков и Николай Песляк. Но, как и в большинство своих походов, самые трудные и опасные маршруты Евгений совершает в одиночку.

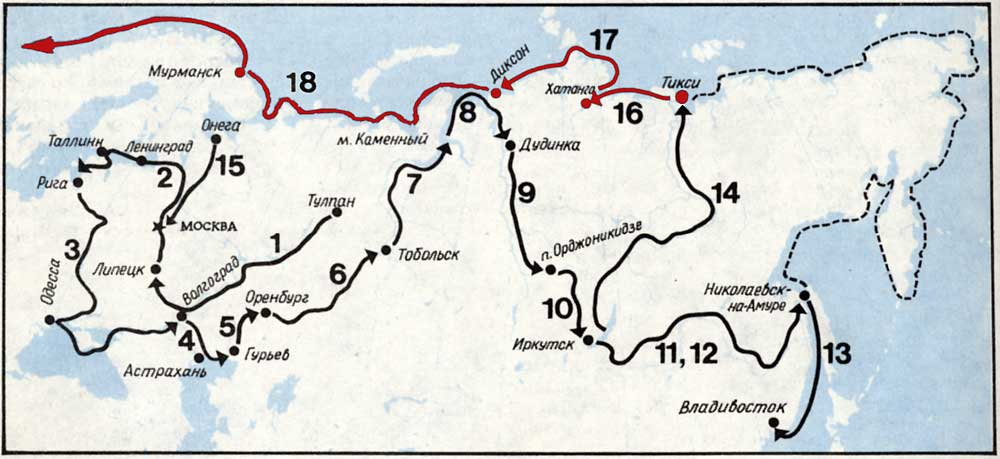
Карта маршрутов Евгения Смургиса

Постепенно география его водных походов переместилась на северо-восток. Он плавал по рекам Иртыш, Обь, Обская губа, Енисей, Ангара и Амур, по озеру Байкал и по Охотскому и Японскому морям. Евгений Павлович отправляется в Сибирь, на Север и во Владивосток. Маршруты становятся тяжелее, и самые сложные участки Евгений проходит один. Маршрут: Оренбург — Тобольск — мыс Каменный — Дудинка — Иркутск — Николаевск-на-Амуре — Владивосток. В дальневосточных путешествиях принял участие известный путешественник Василий Галенко, ставший в дальнейшем координатором кругосветных проектов.
Впервые в мировой истории Евгений Смургис вышел в Карское море в одиночку. Войдя в устье Енисея, Евгений стал готовиться к грандиозному марафону против течения могучего Енисея и Ангары. Вверх по Енисею нашёлся спутник — Леонид Микула из Донецка, а в Иркутск по своенравной Ангаре снова пришлось грести в одиночестве.
Первая «МАХ-4» стала экспонатом Краеведческого музея им. В. К. Арсеньева во Владивостоке. Новая лодка была сделана на заводе «Пелла» для преодоления северных маршрутов. На ней Евгений Павлович совершил водные путешествия из г. Онега в Москву и полярное плавание из Тикси в Диксон. Часть маршрута он прошёл в одиночку, часть — со своим сыном Александром.
24 июня 1986 года Евгений Смургис принял участие в первой в мире кругосветной экспедиции на гребной лодке в порту Тикси. Впервые маршрут гребной лодки был проложен в арктических морях, где навигация длится от силы месяц-полтора, и то большей частью с помощью ледоколов. Евгений в одиночку совершил переход по арктическим морям из Тикси в порт Диксон, достигнув в районе мыса Челюскина параллели 77 градусов 45 минут северной широты.
4 июня 1993 года Е. П. Смургис вышел на лодке «МАХ-4» из Мурманска в Лондон, где через два месяца, миновав Баренцево, Норвежское и Северное моря, был встречен, как выдающийся путешественник. Оставив в Лондоне сына Александра, он в одиночку продолжил кругосветное путешествие, направляясь к испанскому порту Кадис.
В ночь на 15 ноября 1993 года в жестокий шторм в Бискайском заливе, в проливе Момюссон (фр.), близ устья Гаронны у побережья Франции на трансатлантическом этапе кругосветной экспедиции Евгений Смургис погиб. Место его гибели с давних веков имеет репутацию одного из самых опасных мест у побережья и в народе его называют «поглотитель людей».
Лодка «МАХ-4» стала экспонатом морского музея в Ла-Трамбладе (Франция).
Евгений Смургис похоронен в Липецке на Косыревском кладбище.

## Увековечение памяти
- В 1994 году имя Смургиса присвоено новой улице в микрорайоне МЖК города Липецка.
- Улица имени Смургиса во французском городе Ла-Трамблад[4].
- В мае 2009 года открыта мемориальная доска на улице Смургиса в городе Липецк[5].
- Библиотечно-информационный центр имени Смургиса и музей в Липецке[6].
- Туристический клуб имени Смургиса.